# 盜龍屬
盗龙属（属名：Rapator）是澳洲新南威尔士格里曼溪组的一属兽脚类恐龙，生存于1.05至9600亿年前白垩纪时期的阿尔比阶至森诺曼阶。该属仅含模式种似鸟盗龙（Rapator ornitholestoides），最初由弗里德里希·冯·休尼在1932命名。

## 发现

骨骼图，显示了手骨的位置

正模标本和唯一已知标本BMNH R3718由单个左手骨组成，在1905年左右发现于闪电岭上的沃拉斯顿附近。化石已经蛋白石化。属名含义不明，因为冯·休尼并未给出词源。“Rapator”一词在古典拉丁语中不存在，在中世纪拉丁语中也很少出现，意思是“违反者”。一种可能的解释是，冯·休尼受到拉丁语单词raptare（意为“掠夺”）的影响，并错误地认为该词实际上存在“掠夺者”的含义。它也被认为是一个简单的拼写错误或与raptor一词（意为“掠夺者”或“盗贼”）的混淆。种名意为“类似嗜鸟龙”。在澳大利亚闪电岭西南的蛋白石矿区发现的大盗龙类残骸被公众媒体称为“闪电爪”（Lightning Claw），很可能代表了更多的盗龙材料。

## 叙述
该属的手骨长七厘米，显示出一个突出的背内侧突（dorsomedial process），该特征与体型更小的嗜鸟龙类似，也是种名来源。嗜鸟龙手骨的突起没有那么明显，其上端只有一个臼，冯·休尼由此推断它一定有一个掌骨。然而，几个虚骨龙类分类群在第一指骨上也缺少第二臼。如果盗龙的身高类似南方猎龙，它就会有相当大的体型：据估计，其身长为9米（30英尺）。

## 分类学

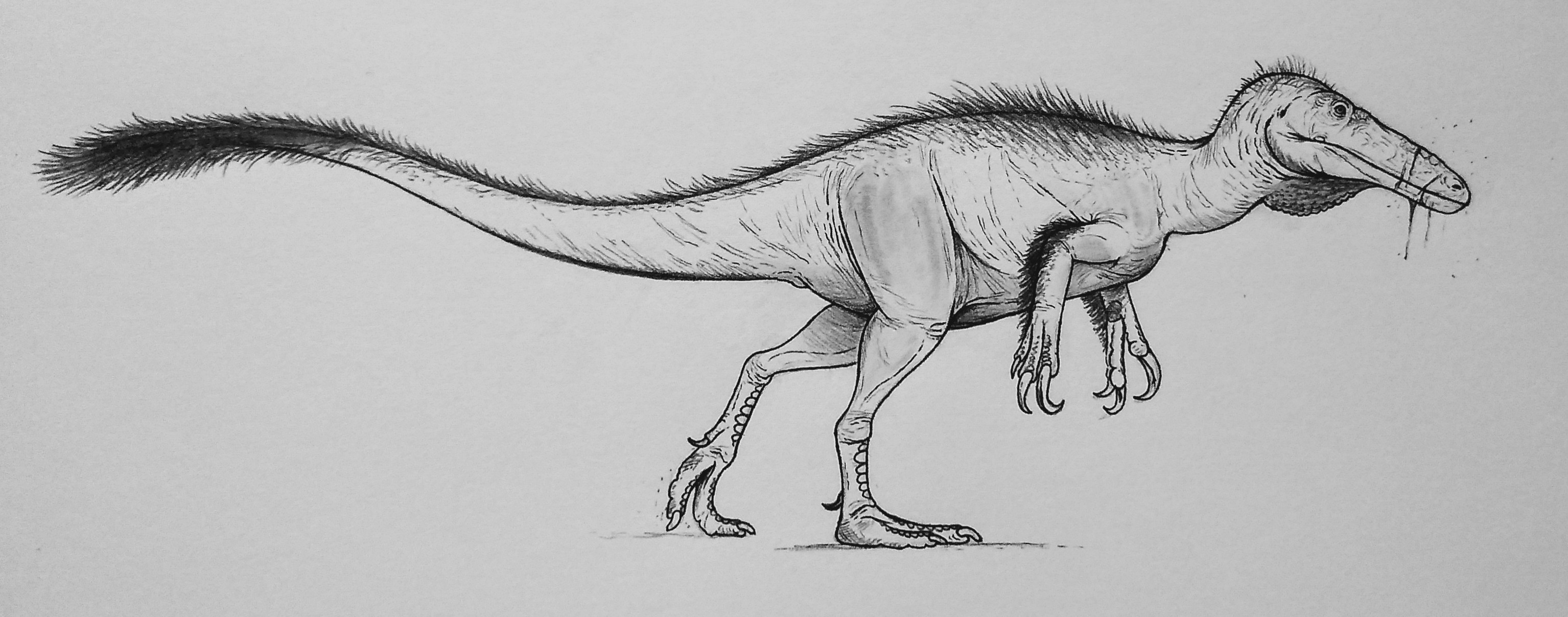
假设的生命复原，将该属作为一种大盗龙类

盗龙的正模标本最初被描述为第一掌骨，是兽脚类手部上段的一块骨头。后来人们注意到，这块骨头类似于阿瓦拉慈龙类或是与恩霹渥巴龙相似的原始虚骨龙类的第一指的第一块指骨。随着拥有相似掌骨的南方猎龙的发现，该属被认为可能是一种大盗龙类。事实上，尽管Agnolin和同事在2010年认为盗龙是一个可疑属（疑名），但White等人发现其手骨和南方猎龙的同一块骨骼之间存在差异，支持了两者之间的区别。他们还注意到，这两个属来自于按时间顺序相隔约1000万年的地层，因此它们不太可能是同物异名。
盗龙是同一地层中发现的另一种兽脚类――沃格特鳄龙的异名，但由于后者仅所知于一节尾椎，因此无法证明其身份。